# Ataulfo
Ataulfo (em gótico: Aþawulfs, Athavulf e Atawulf; lit. "lobo nobre"; em latim: Ataulphus), também mencionado como Atavulfo (em latim: Atavulfus), Atiulfo (em latim: Atiulfus), Adaulfo (em latim: Adaulfus) ou Adolfo (em latim: Adolphus), foi rei visigótico entre 410 e 415. Membro da dinastia dos Baltos através do casamento de uma irmã sua de nome desconhecido com o rei visigótico Alarico I (r. 395–410), com a morte de seu cunhado em 410 foi nomeado rei. Sob seu reinado, os visigodos deram continuidade à sua migração, partindo da Itália à Gália, onde se instalaram permanentemente e criariam o embrião do posterior Reino Visigótico.
Ataulfo talvez aparece pela primeira vez ca. 401, quando migrou com um contingente gótico à Panônia e expandiu sua autoridade ao matar um rei gótico local. Em 408, era comandante de um exército misto de godos e hunos na Panônia e no ano seguinte foi chamado por seu cunhado Alarico para auxiliá-lo na expedição dele no interior na Itália. Em 409, atravessou o Vêneto e dirigiu-se a Pisa, onde encontrou pequeno destacamento huno sob comando de Olímpio e foi derrotado. Em 410, continuou ajudando Alarico na sua expedição e sucedeu-o como rei dos visigodos após sua morte naquele ano.
Ataulfo tentou atravessar os visigodos à Sicília, mas falhou. Ele permaneceu perambulando pela Itália até alguma data antes de março de 413, quando marchou com seu povo através dos Alpes em direção ao sul da Gália. Ali contactou o usurpador Jovino (r. 411–413), a quem ofereceu seus serviços. Desentendeu-se com Jovino e por isso decidiu virar-se às tropas lealistas de Honório (r. 395–423) que prometeram assentar os visigodos na Aquitânia. Ataulfo auxiliou na captura dos rebeldes, mas também acabou se desentendendo com Honório pelo não cumprimento do acordo. Várias cidades foram capturadas e Ataulfo desposou Gala Placídia, irmã de Honório que era cativa desde 410.
Durante um ataque realizado no final de 413 contra Marselha, Ataulfo foi gravemente ferido por Bonifácio e quase perdeu sua vida. Ao longo de 414, o general Constâncio tomou medidas ofensivas contra os visigodos, bloqueando seus portos e impedindo que fossem abastecidos com suprimentos. O bloqueio obrigou Ataulfo a migrar com seu povo para Barcino, na Hispânia, onde seu filho com Gala nasceu. Seria assassinado por um membro de seu séquito em 415 nos estábulos de seu palácio.

## Biografia

### Família
Era possivelmente filho de Alateu, um dos nobres góticos que participaram na Batalha de Adrianópolis de 378 na qual o imperador romano Valente pereceu, ou Modares, outro nobre gótico que serviu os romanos durante a Guerra Gótica de 376–382. Segundo Garcia Moreno e Herwig Wolfram, era membro da dinastia dos Baltos através do casamento de Alarico I (r. 395–410) com uma irmã sua e também por nascimento, implicando que seu pai também fosse membro. Ele foi casado duas vezes, primeiro com uma dama sármata que lhe deu seis filhos e então com Gala Placídia, irmã do imperador romano ocidental Honório (r. 395–423) que havia sido capturada pelos visigodos durante o Saque de Roma de 410, e com quem teve seu herdeiro chamado Teodósio. Seu casamento com Gala ocorreu em janeiro de 414 em Narbo (atual Narbona) sob instigação de Candidiano na residência de Ingênuo. Segundo Olimpiodoro de Tebas:
[A noiva], vestida em trajes reais, sentou em um salão decorado à moda romana. Ao lado dela sentou [o noivo], vestindo um manto de general romano e outras vestimentas romanas. Em meio às celebrações, junto com outros presentes de casamento, [o noivo] deu [à noiva] 50 belos jovens vestidos em roupas de seda, cada um levando no ar dois pratos muito grandes, um cheio de ouro, o outro cheio de pedras preciosas, ou pedras inestimáveis que haviam sido carregadas pelos godos no saque de Roma. Então hinos nupciais foram cantados, primeiro por Átalo, então por Rustício e Febádio. Então as cerimônias foram concluídas em meio à alegria e celebrações de bárbaros e romanos.

### Origens

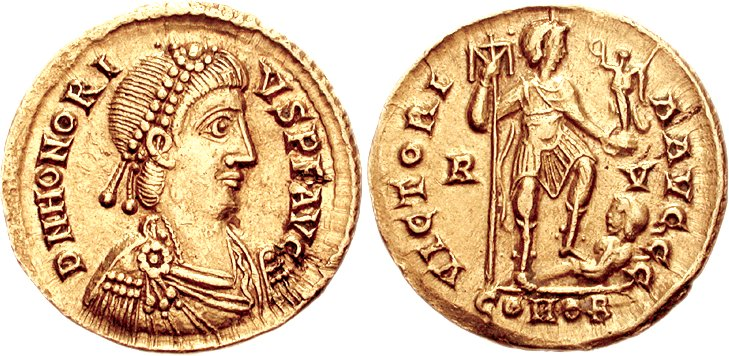
Soldo de Honório r.

A primeira aparição de Ataulfo ocorreu em 401, no rescaldo da retirada dos vândalos, quando ele comandou um destacamento gótico dos Bálcãs em direção a região da Panônia. Ali expandiu sua autoridade e matou um rei gótico de nome desconhecido que dominava os godos do país. Em 408, Ataulfo aparece como comandante na Panônia (Prima e Sávia) de um exército misto de germanos e hunos; Thomas Burns acha que era tribuno da gente (tribunus gentis) ou prepósito do limite (praepositus limitis). Em 409, cruzou os Alpes e atravessou a região do Vêneto com o objetivo de prestar apoio militar a Alarico, que à época estava negociando com o imperador Honório (r. 395–423) em Ravena (então capital do Império Romano do Ocidente); é possível que sua travessia tenha sido acelerada com a nomeação de Generido como conde da Ilíria.
Na Itália dirigiu-se a Pisa, onde encontrou um exército de hunos comandado por Olímpio e foi derrotado. Apesar disso, seu contingente foi capaz de unir-se ao de Alarico. No mesmo ano, após não conseguir a paz com Honório, Alarico reuniu suas tropas e tentou tomar Roma pela segunda vez. O usurpador Prisco Átalo (r. 409–410), escolhido pelo senado após o ataque de Alarico e talvez sob sua instigação, nomeou Ataulfo conde dos domésticos equestres, posição que reteria até o ano seguinte. Ainda em 409, Ataulfo e Alarico foram convidados pelo general Jóvio a participarem das discussões de paz presididas em Arímino e Ataulfo liderou um grande exército contra seu inimigo pessoal Saro e seus 300 homens em Piceno; Wolfram, considerando que Ataulfo comandou hunos na Panônia, acha que essa rixa se originou no ataque de Saro à guarda huna de Estilicão em 408.

### Rei dos visigodos

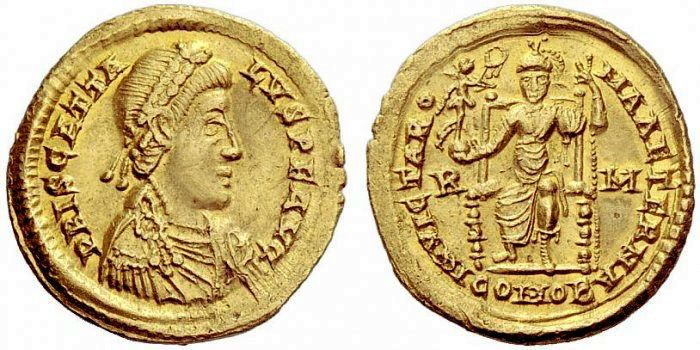
Soldo de Prisco Átalo (r. 409; 414—415)

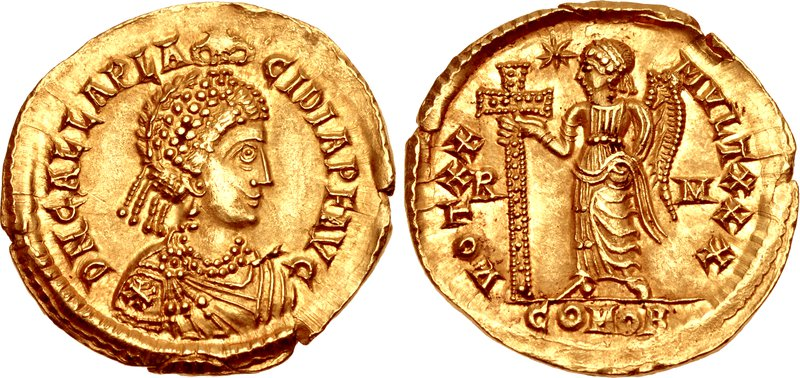
Soldo de Gala Placídia r.

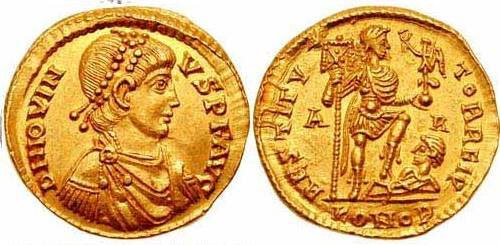
Soldo de Jovino r.

A paz entre visigodos e romanos não foi alcançada e Alarico liderou um último cerco a Roma que culminou, em 24 de agosto de 410, no saque da cidade durante três dias. Muitas pessoas de prestígio foram capturadas, dentre elas Gala Placídia, irmã dos imperadores Honório e Arcádio (r. 395–408) e filha de Teodósio, o Grande (r. 378–395), que ficou sob custódia de Ataulfo. Após o saque, os godos se dirigiram para o sul através da Campânia com objetivo de invadir a Sicília, mas foram impedidos pelo naufrágio de sua frota. No caminho de volta, Alarico adoeceu e veio a falecer em Consência (atual Cosença), em Brútio. Com sua morte sem descendentes varões, Ataulfo foi nomeado como seu sucessor, porém provavelmente sob concorrências de outros pretendentes.
Apesar dos poucos registros desse período se sabe que pelo tempo de sua nomeação, os visigodos ainda perambulavam pela Itália onde se dedicaram a arrasar a região. As fontes ignoram o avanço dos godos, mas lembram de forma eloquente da miséria que acompanhou sua passagem. Ao longo de 411 e 412, muitos refugiados fugiram da Itália em direção ao norte da África e inclusive Jerusalém, onde São Jerônimo escreveu sobre a chegada deles. Ataulfo, preocupado com os problemas na África, lentamente moveu-se para o norte. Marchando pela costa oeste através da via Aurélia, seus homens saquearam cidades, vilas e o campo na Campânia, Lácio, Etrúria e Ligúria e não foram impedidos pelos soldados romanos.[a] Mesmo almejando chegar a um acordo com a corte em Ravena, não impediu a devastação pois necessitava de recursos para alimentar seu povo.
Nos primeiros meses de 412, Ataulfo alcançou a planície Padana e assentou momentaneamente próximo de Augusta dos Taurinos (atual Turim), onde se preparou para partir da Itália. No fim de fevereiro ou começo de março, organizou seu povo e arriscou cruzar os Alpes pelo passo de Montgenèvre, ao longo do rio Dora Riparia, que alimenta o rio Pó. Dali, seguiu o curso do Durença até próximo de Arelate (atual Arles), a capital romana local.[b] Talvez sob influência de Prisco Átalo, que ainda viajava com os visigodos, Ataulfo contactou o usurpador Jovino (r. 411–413) em Arelate e ofereceu-lhe seus serviços, porém o acordo foi quebrando quando Jovino aclamou seu irmão Sebastiano (r. 412–413) como coimperador; os autores da PIRT sugerem que o fim do acordo ocorreu no começo de 413 sob influência do prefeito pretoriano da Gália Dardano.
Ataulfo reabriu negociações com Honório e prometeu derrotar os usurpadores. Como resposta, tropas lealistas prometeram em nome de Honório que os godos seriam assentados na Gália Aquitânia (como federados) e abastecidos com cereais.[b] Ataulfo reuniu então 10 000 godos e derrotou seu rival Saro, que desertou Honório e havia reunido um exército para auxiliar Jovino, e marchou contra os rebeldes, primeiro derrotando Sebastiano e seu irmão Salústio, que foram mortos, e depois sitiando Jovino em Valência Júlia (atual Valença). Jovino foi capturado e levado para Narbo, onde foi decapitado. As cabeças dos rebeldes foram enviadas à Ravena e chegaram em agosto de 413.

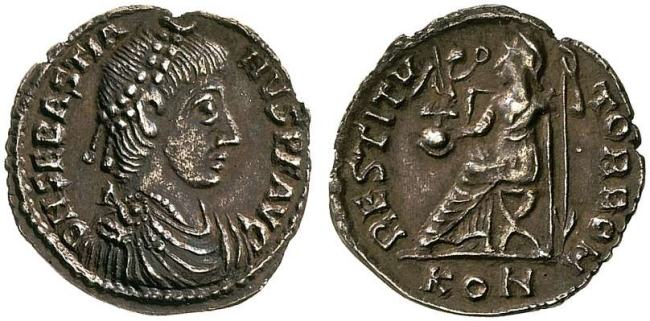
Síliqua de Sebastiano r.

Hispânia em 411

Apesar de ter chegado a termos com Honório, a relação com os romanos deteriorou na Gália e novos conflitos foram deflagados, pois a revolta de Heracliano na África impediu o imperador de cumprir a promessa de enviar suprimentos. Em 413, os visigodos tomam as cidades de Narbo, Tolosa e Burdígala (atual Bordéus) e no fim desse ano Ataulfo foi ferido durante o ataque romano liderado por Bonifácio em Marselha. No começo de 414, Ataulfo casou-se com Gala e Átalo fez um poema matrimonial (epitalâmio). No final do mesmo ano, Constâncio bloqueou-o a partir de sua sede em Arelate (atual Arles), levando Ataulfo a nomear Átalo como augusto em retaliação. O bloqueio, contudo, foi eficiente e os visigodos foram obrigados a se deslocar à Hispânia no final do verão ou começo do outono de 414 (ou mesmo já no começo de 415).
Ataulfo atravessou os Pireneus e seguiu a via Domícia ao longo da costa para o canto leste dos Pireneus, onde instalou sua corte em Barcino (atual Barcelona), na Tarraconense. A marcha à Hispânia, apesar de poder ser explicada pelas circunstâncias, também possivelmente pode ter ligação com algum tipo de acordo firmado entre Ataulfo e Constâncio. Sua entrada pacífica em Barcino, bem como a prisão de Átalo antes da marcha, podem ser reflexos desse acordo e sua intensão poderia ter sido o desejo do império em usar os godos para combater as demais tribos que anos antes haviam migrado para o interior da península, o que pouparia os então escassos recursos romanos. Sediados em Barcino, os visigodos deram prosseguimento a seu conflito com os vândalos da Hispânia que havia sido iniciado já em 413. A última campanha desse conflito, ocorrida ca. 415, provavelmente foi conduzida contra os asdingos, mais tarde assentados na Galécia, onde, segundo a Gética do escritor bizantino do século VI Jordanes, Ataulfo repeliu os vândalos.
Barcino foi o local de nascimento de Teodósio, o filho de Ataulfo com Gala, assim nomeado em honra de seu avô como testemunho do interesse de vincular os visigodos na linhagem romana. A criança, entretanto, faleceu alguns meses depois e isto foi visto mais tarde como o cumprimento de uma profecia de Daniel que, segundo Idácio de Chaves, dizia: "a filha de um rei do Sul se juntou em casamento a um rei do Norte, e não resta nenhum filho de sua união."

### Morte

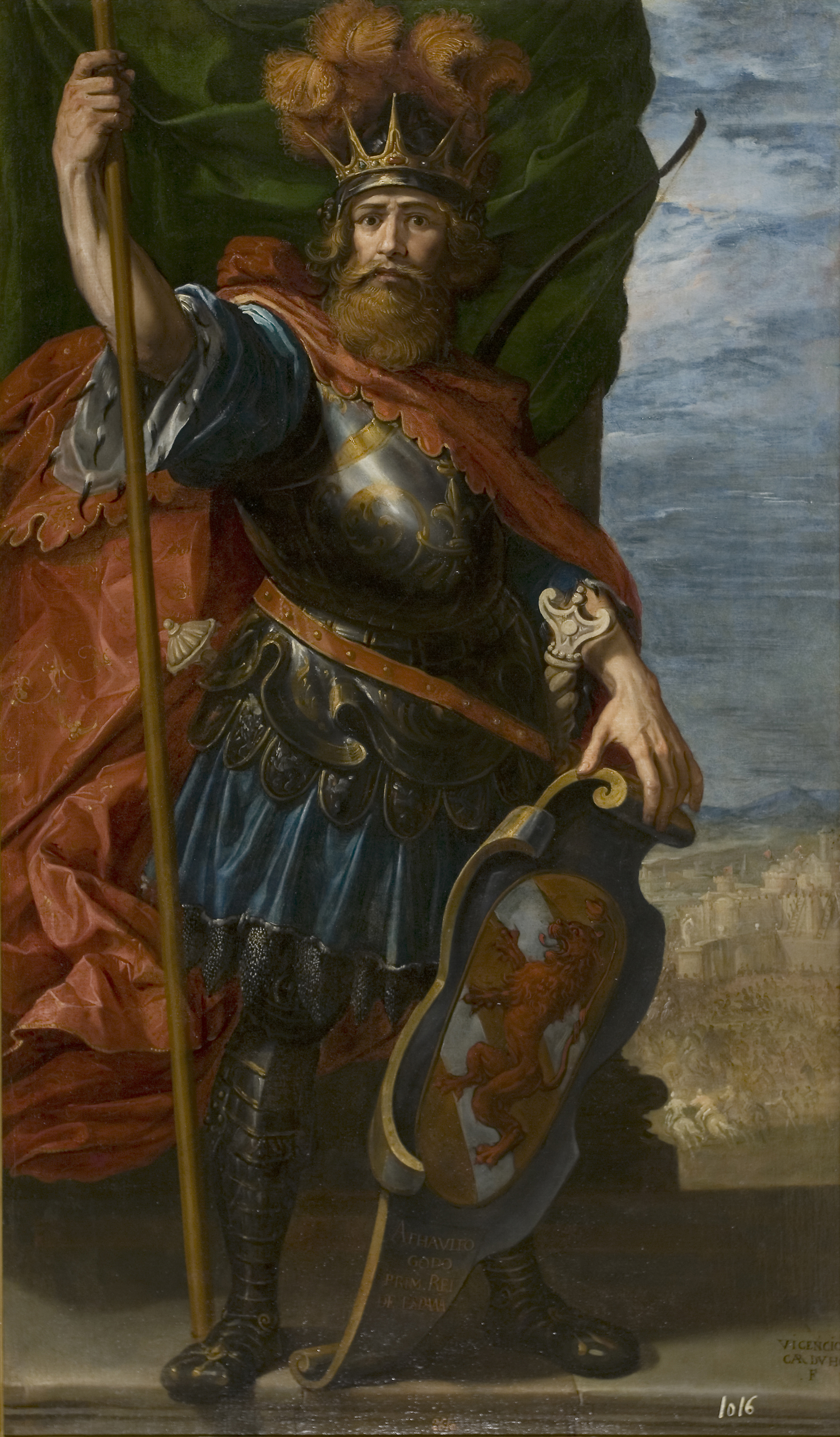
Ataulfo, rei godo por Vicente Carducho, 1634-1635 (Museu do Prado, Madri)

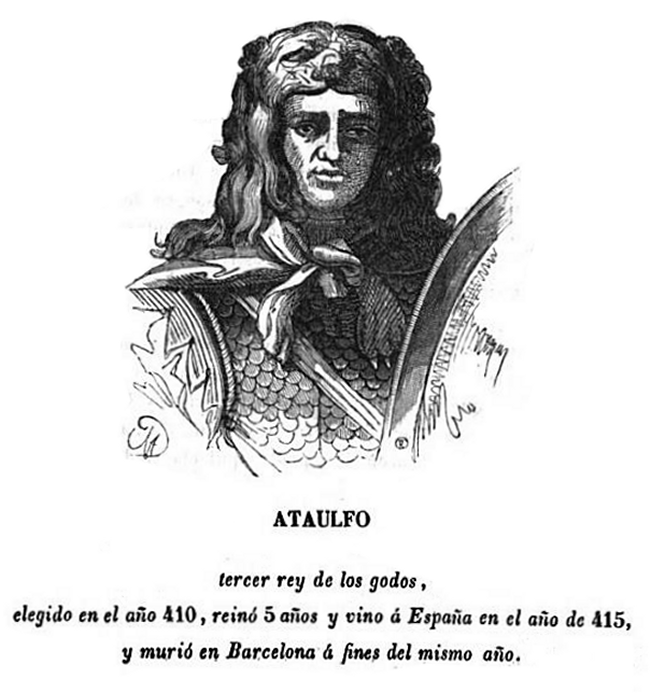
Retrato de Ataulfo segundo o livro de 1782 Retratos dos Reis de Espanha desde Atanarico até nosso monarca católico Dom Carlos III

Vários notáveis aconselharam o rei a atravessar o estreito de Gibraltar à África, mas Ataulfo declinou enfatizando seu plano para chegar a um acordo com o imperador Honório; a insistência do rei piorou o mal-estar patente que existia entre a nobreza goda contrária a negociar ou cooperar com os romanos. Seguindo sua política de cooperação e aproximação com os romanos, Ataulfo foi assassinado em 14 de agosto de 415 (ou 416 segundo Isidoro de Sevilha) nos estábulos do palácio de Barcino, durante uma inspeção aos cavalos, vítima de uma conspiração provavelmente arquitetada por Sigerico. Sua morte foi anunciada em Constantinopla em 24 de setembro.
Talvez tenha sido assassinado por uma pessoa de seu próprio séquito chamado Dúbio ou Eberulfo que havia sido ridicularizado pelo monarca, mas não obstante este fato uma razão mais provável teria sido uma revanche pelo assassinato de Saro, possível irmão de Sigerico; para Isidoro o destino de Ataulfo foi decidido pela acusação de colaborar e buscar a paz com os romanos. Na verdade, Sigerico foi chefe do partido gótico anti-romano e era inimigo do monarca, bem como opositor da dinastia dos Baltos a qual Alarico e Ataulfo pertenciam.
Parece que Ataulfo não morreu no local do atentado e em seu leito de morte nomeou seu irmão mais novo como sucessor, mas Sigerico conseguiu sucedê-lo mesmo assim. Apesar disso, seu reinado durou apenas uma semana, o suficiente para ordenar matar os seis filhos do primeiro matrimônio de Ataulfo e molestar a viúva Gala, que foi obrigada a caminhar 19 quilômetros a pé com outros prisioneiros.

## Legado
E. A. Thompson considera que a morte de Alarico I e a subsequente sucessão por Ataulfo reviveu antigos conflitos no seio da aristocracia visigótica que já haviam sido notados desde ao menos o período de Fritigerno. Segundo o que se sabe, Ataulfo criou um séquito composto sobretudo por romanos e repetidamente teria dito a eles, como alega Paulo Orósio, que pretendia destruir pela força militar o Império Romano (România), criar um Império Gótico (Gótia) e se tornar aquilo que Augusto havia sido. Porém, mais adiante, Ataulfo mudou seus planos e decidiu "restaurar e estender o Império Romano pela glória dos godos [...] e ser lembrado pela posteridade como o autor da renovação de Roma".[c]
Outrossim, segundo outra passagem de Orósio, Ataulfo via as leis como pré-requisitos para a civilização e a estadualidade e preocupava-se com a desobediência dos godos às leis devido à sua "barbaridade desenfreada". Concordando com os temores do monarca, E. A. Thompson frisa que em sociedades tribais não havia "leis" como concebidas pelos romanos, pois o líder militar da confederação tribal era apenas o agente do conselho confederado e não o governante autocrático que podia agir como fonte da lei. Desse modo, Ataulfo formou seu plano para fortalecer sua própria posição contra a de seus apoiantes, pois não poderia impor o governo das leis sob o antigo sistema da vila e dos conselhos confederados e dos chefes com influência em vez de poder; ele não estava contente com a posição de outros líderes visigóticos anteriores como Atanarico e talvez seu plano fosse o único caminho possível de ser seguido pelos godos após entrarem no Império Romano. Para Ataulfo as leis não deviam ser banidas de um Estado (res publica), pois não havia Estado sem lei; John Matthews vê o Breviário de Alarico como a execução desse projeto.
Um dos principais objetivos de Ataulfo era assentar permanentemente seu povo, feito que não conseguiu realizar em vida. Apesar disso, ele deixou os visigodos numa situação na qual seu sucessor Vália (r. 215–218) pôde restabelecer a paz com os romanos e acordar a transferência dos godos à Aquitânia Segunda. A transferência foi iniciada por 418, mas devido sua morte nesse ano ela foi concluída por seu sucessor Teodorico I (r. 418–451). Além disso, como lembrado pela historiadora Marjorie Lightman, Ataulfo havia solicitado a seu irmão em seu leito de morte que sua esposa Gala Placídia fosse devolvida à corte romana. Vália realizou isso e em troca da devolução de Gala e de ações militares contra os invasores vândalos, alanos e suevos na Hispânia, os godos receberam um suprimento de 600 000 medidas de cereais.

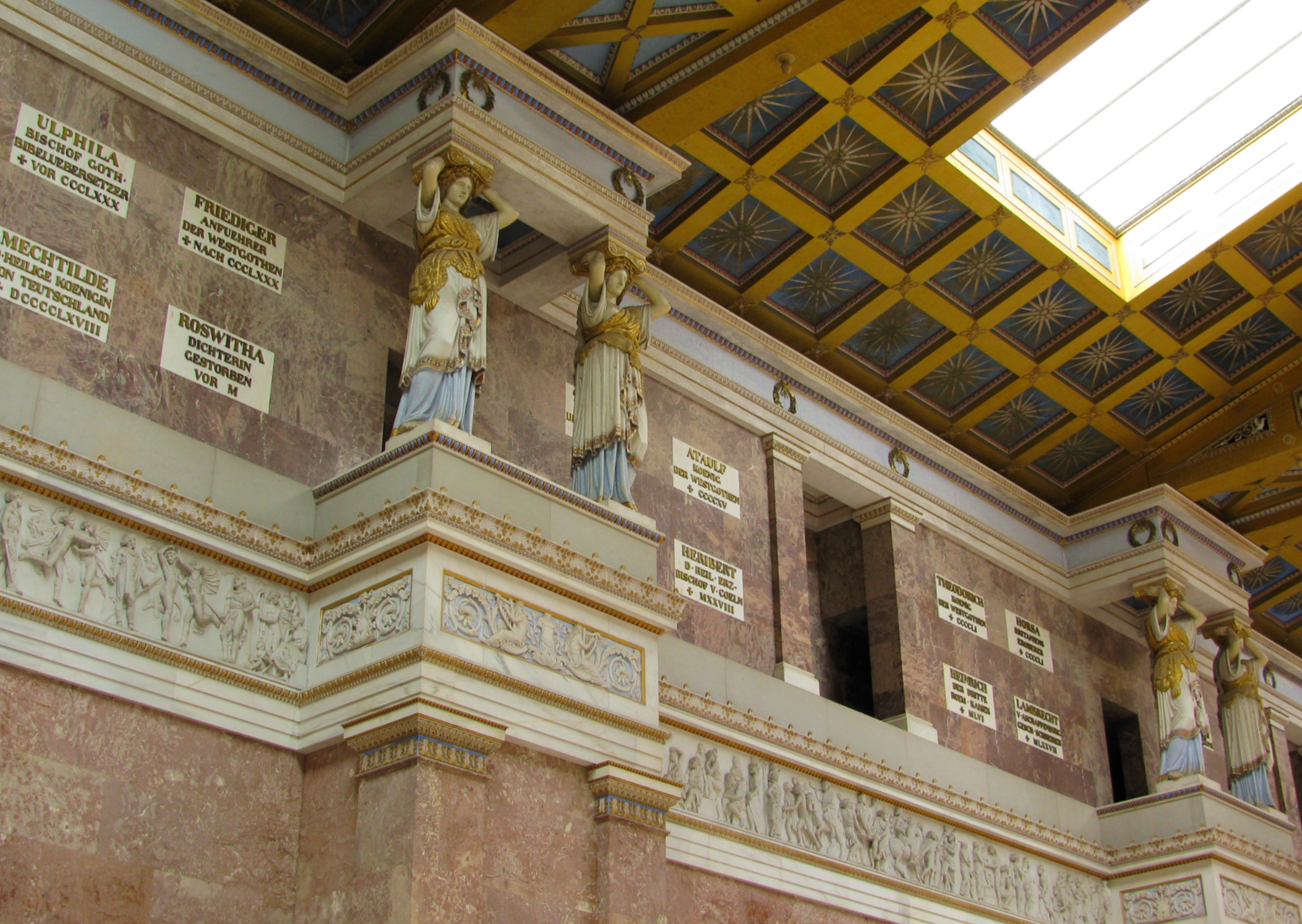
Interior do Templo de Valhala. A placa de Ataulfo é a terceira da direita à esquerda na fileira superior

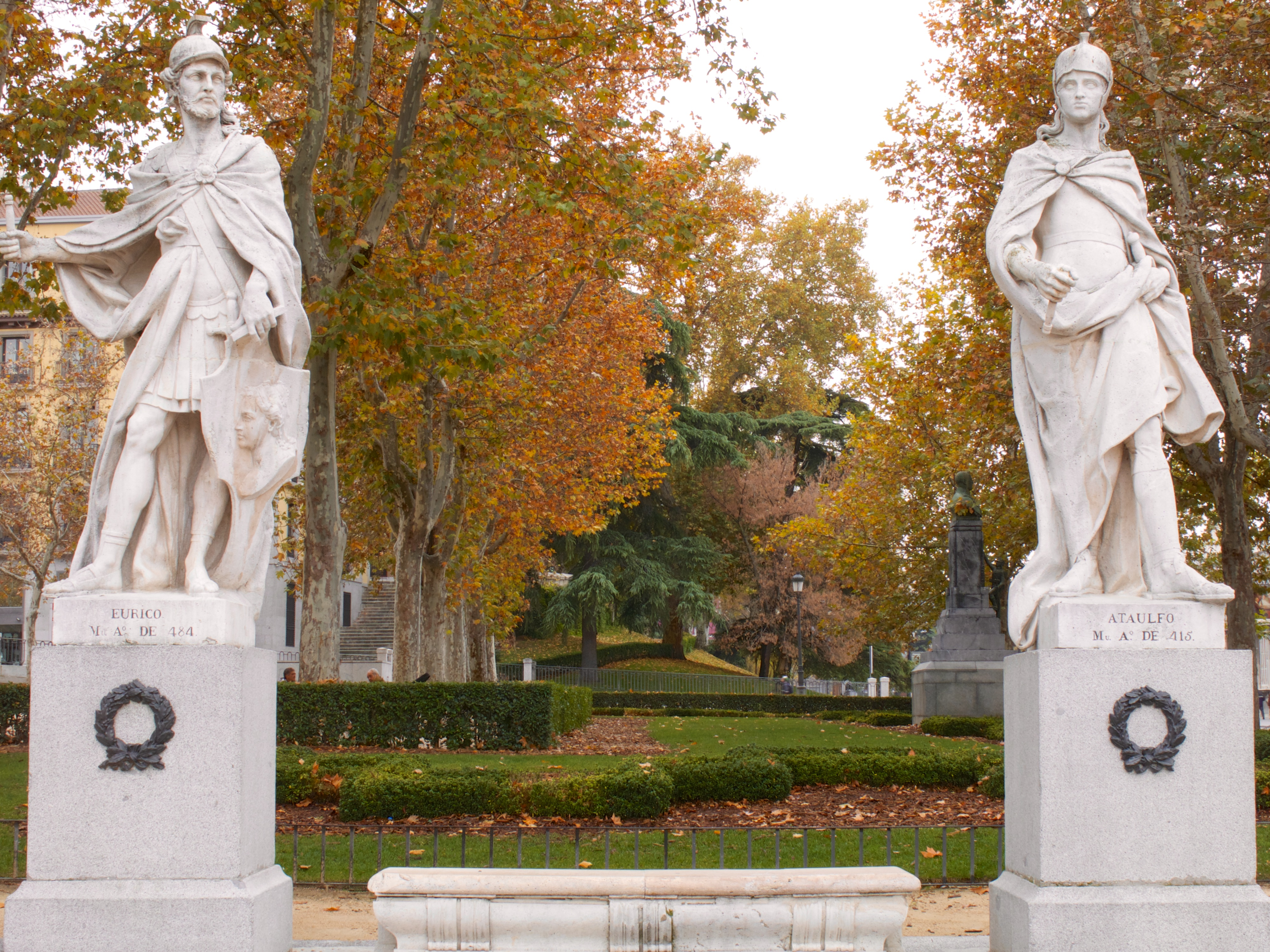
Estátuas de Ataulfo e Eurico r. por Felipe de Castro (1750-1753) na Praça do Oriente, em Madri

Quando o romantismo nacional alemão floresceu no século XIX, Ataulfo foi um dos germanos glorificados no pomposo Templo de Valhala erguido pelo rei da Baviera Luís I (r. 1825–1848) próximo de Ratisbona. Sua placa memorial (na qual aparece em alemão como Athaulf) é a nona dum total de 64. Ataulfo também foi lembrado em gravuras, esculturas e impressões feitas ao longo dos séculos, bem como alguns quadros expostos nos museus europeus. Dentre os exemplares existentes estão a gravura feita em 1684 por Giovanni Giacomo de Rossi em Roma, o retrato de 1685 feito em Roma por Ciro Ferri e a gravura feita em Valência em 1739 por Rafael Ximeno y Planes e Benito Monfort.

## Avaliação
Jordanes descreveu-o como "um homem de beleza imponente e grande espírito; embora não fosse alto em estatura, distinguiu-se pela beleza [de sua] face e forma." Ataulfo seguiu a religião de seu povo (arianismo) e isso não o impediu de casar com Gala (que era cristã nicena). Para a autora Joyce E. Salisbury, mesmo sob estas circunstâncias, o contato prolongado deles ao longo da migração dos visigodos à Gália permitiu que criassem algum tipo de empatia.
Peter Heather lembra que Ataulfo conseguiu através de suas ações angariar considerável apoio das elites latifundiárias locais, pois forneceu apoio militar à criação do governo local conduzido pelos aristocratas galos que viam a transferência da capital diocesana para Arelate ca. 407 declinou as chances deles de promoção pessoal. Além disso, Heather considera que seu envolvimento nos assuntos imperiais tinha como propósito obter o prestígio advindo disso. Ian N. Wood, por sua vez, comenta que a união de Ataulfo e Gala Placídia e a do rei franco Teodeberto I (r. 533–548) e a galo-romana Deutéria são exemplos da união entre as famílias aristocráticas provinciais romanas e as germânicas numa realidade onde os interesses em comum eram suficientes para facilitar o entendimento mútuo através de casamentos e outras uniões.
Guy Halsall considerou que Ataulfo foi o primeiro líder dos visigodos a utilizar regularmente o título de rei, enquanto Alarico utilizou-o esporadicamente. Thomas Burns avalia que Ataulfo teve que definir-se como rei o que, aos olhos dos romanos, o fez um fora da lei e um usurpador. Por conta disso, constantemente pretendeu ceder sua posição em troca do reconhecimento imperial, mas a corte de Honório não lhe deu ouvidos. Além disso, Burns vê a nomeação de Átalo como imperador na Gália uma chance de Ataulfo se reintegrar na hierarquia imperial com a confirmação de um ofício militar, talvez mestre dos dois exércitos (magister utriusque militiae), e para presidir seu casamento com Gala.
Thomas Burns afirmou que por Alarico e Ataulfo serem incapazes de ganhar reconhecimento de seus comandos dentro do império, a década de 408 a 418 testemunhou o nascimento forçado de uma nova auto-consciência gótica, pois eles e seus seguidores foram repetidamente repelidos de volta a seus próprios recursos e tradições. Alarico esteve também profundamente associado com Estilicão para ser aceite por Honório. Roma manipulou Ataulfo e seus homens para seus próprios objetivos mas, devido a questões políticas romanas, se recusou a aceitá-lo como general romano. A força romana manteve os godos em xeque; a fraqueza romana permitiu-os manter-se juntos. Desse limbo do Estado surgiu uma nova identidade gótica que foi mais recém-criada do que lembrada.